# Union Vöcklamarkt
Die Union Vöcklamarkt ist ein Sportverein aus Vöcklamarkt in Oberösterreich. Die Sektion Fußball der Union ist die älteste und auch die erfolgreichste neben Faustball, Stockschießen, Modellflug, Tischtennis, Wintersport und Turnen.

## Geschichte

### Gründung
Schon lange vor der Gründung der Union gab es in Vöcklamarkt diverse Sportvereine. Bereits um 1900 scheint erstmals ein Sportverein auf. Nach dem Ersten Weltkrieg kam es zur Gründung des „Deutsch Völkischen Turnvereines“ sowie des „Christlich-Deutschen Turnvereines“. Der Zweite Weltkrieg mit all seinen Wirren beendete die Aktivitäten dieser Vereine jedoch.
Kurz nach dem Ende des Krieges wurde in Vöcklamarkt wieder an die Gründung eines Sportvereines gedacht. Vorerst bildeten sich zwei voneinander unabhängige Gruppen. Eine Gruppe unter der Leitung von Hubert Rabe, Sepp Meinhart und Gustl Sporrer fand regelmäßig zum Fußballspiel zusammen, die andere Gruppe um Herbert Breinl und Josef Gruber war vor allem an einen überparteilichen Sportverein interessiert. Da beide Gruppierungen letztendlich dieselben Interessen verfolgten, wurde am 24. September 1946 die Union Vöcklamarkt gegründet, welche sich unter den Sportunion-Dachverband stellte.
Bei der Gründung zählte die Union insgesamt 43 Mitglieder. In den 1950er Jahren überschritt der Mitgliederstand allerdings schon die 100-Mitglieder-Marke.

### Jahrzehnte im Fußballunterhaus (1949–1976)
Nach der Gründung der Union sollten noch drei Jahre vergehen, bis die Union Vöcklamarkt erstmals am regulären Meisterschaftsbetrieb in der untersten Spielklasse teilnehmen konnte. Mit ein Grund dafür war, dass es vorerst keinen Sportplatz in Vöcklamarkt gab und die Union nur auswärts antreten konnte. Unter der Leitung von Sektionsleiter Sepp Meinhart wurde das alte Schwimmbad 1948 zugeschüttet und darauf ein Fußballfeld errichtet.
Mit dem neuen Sportplatz war der Weg zu einem geregelten Meisterschaftsbetrieb geebnet, an dem die Union 1949 erstmals teilnahm. Mit dem dritten Rang wurde die erste Saison in der 2. Klasse (unterste Spielklasse) hinter dem FC Mattighofen und dem ATSV Schneegattern beendet. Die Fußballer aus Vöcklamarkt hielten sich bis 1955 in der 2. Klasse, ehe sie den Abstieg in die Jahre zuvor neu eingeführte 3. Klasse hinnehmen mussten. Die Zeit in der untersten Spielklasse wurde 1960 mit dem Aufstieg in die 2. Klasse beendet. Nur zwei Jahre später konnte der Aufstieg in die 1. Klasse fixiert werden.
Mit dem erstmaligen Aufstieg in die Bezirksliga 1964 erreichten die Kicker aus Vöcklamarkt einen vorläufigen Höhepunkt. Nach nur zwei Jahren musste Vöcklamarkt wieder von der Bezirksliga Abschied nehmen. Der 1973 erfolgte zweite Anlauf in die Bezirksliga gestaltete sich erfolgreicher als der erste, denn die Fußballer aus Vöcklamarkt sollten nur drei Jahre in der Bezirksliga bleiben.

### Goldene Fußballära und Bundesliga (1977–1987)
1976 gelang der Aufstieg in die 2. Landesliga, in der die erfolgreiche Mannschaft nur ein Jahr bleiben sollte. Schon im ersten Jahr schaffte die Union Vöcklamarkt mit Kapitän Franz Starzinger und Trainer Walter Schneeberger die Sensation und marschierte in die 1. Landesliga durch, die zu dieser Zeit nach der 1. Division und der 2. Division die dritthöchste Spielklasse in Österreich war. Die Gegner waren damals SK Vorwärts Steyr, FC Union Wels oder SV Ried. Es sollten neun erfolgreiche Jahre in der 1. Landesliga folgen. Das rege Zuschauerinteresse erforderte eine Verbesserung der Fußballanlagen. Es wurde eine überdachte Sitzplatztribüne errichtet, die 500 Zuschauer fasst.
Mit viel Kampfgeist, Ehrgeiz und auch Glück wurde 1981 unter Trainer Ernst Knorrek erstmals der Landesmeistertitel nach Vöcklamarkt geholt. Gegner wie SK Vorwärts Steyr oder SV Ried wurde auf die folgenden Plätze verwiesen. Damit durfte die Union erstmals an den Relegationsspielen zum Aufstieg in die 2. Division teilnehmen. In je einem Heim- und einen Auswärtsspiel gegen SVL Flavia Solva und SV Spittal/Drau scheiterte Vöcklamarkt allerdings.
Einen Höhepunkt in der Vereinsgeschichte brachte der Einzug in das Viertelfinale des ÖFB-Cups 1983/84: Am 13. März 1984 musste der amtierende Meister SK Rapid Wien unter Trainer Otto Barić gegen die Union Vöcklamarkt um den Aufstieg ins Halbfinale kämpfen. Im Kader des SK Rapid waren bekannte Spieler wie Hans Krankl (Kapitän), Zlatko Kranjčar oder Heribert Weber zu finden. Im Waldstadion verfolgten 3.000 Zuschauer – mehr waren aus Sicherheitsgründen nicht zugelassen – das Spiel, in dem sich die Union gut verkaufte. Erst mit Toren durch Gerald Willfurth (64. Minute) und Zlatko Kranjčar (85. Minute) sicherte sich Rapid den Einzug in das Halbfinale sowie in der Folge den Cupsieg.
In weiterer Folge machte die Mannschaft aus Vöcklamarkt zwar im Cup nicht mehr auf sich aufmerksam. Der Union gelang jedoch 1985 der Vizemeistertitel und 1986 der erneute Titelgewinn in der Oberösterreichischen Landesliga. In den Relegationsspielen gegen SV Feldkirchen und den FC Zeltweg sicherte sich Union Vöcklamarkt im letzten Spiel mit einem Auswärtssieg in Feldkirchen den unerwarteten Aufstieg in die 2. Division (zweithöchste Liga); ein Erfolg, der zuvor noch keinem Verein aus dem Bezirk Vöcklabruck gelungen war.
Das erste Spieljahr 1986/87 in der 2. Division brachte zahlreiche prominente Teams nach Vöcklamarkt. SV Austria Salzburg, VfB Mödling, DSV Leoben, SK Vorwärts Steyr, Kremser SC, SW Bregenz oder SVL Flavia Solva sorgten für großes Zuschauerinteresse in Vöcklamarkt, was die Errichtung einer zweiten überdachten Tribüne sowie einer Flutlichtanlage zur Folge hatte. Die Salzburger sorgten in der dritten Runde mit 3.000 Zuschauern für ein hoffnungslos ausverkauftes Haus. Mit einem klaren 0:3-Sieg unterstrichen die Salzburger ihre Titelambitionen und fügten Vöcklamarkt die erste Saisonniederlage zu. Letztendlich hatte die Union Vöcklamarkt in der 2. Division trotz einiger Zukäufe von erfahrenen Spielern wenig zu bieten und stieg als Vorletzter gemeinsam mit SW Bregenz und SV St. Veit bereits im ersten Jahr wieder ab.

### Jahre in der Landesliga (1988–2010)
Dem kurzzeitigen Gastspiel in der 2. Division folgten fünf Jahre in der ersten oberösterreichischen Landesliga mit mäßigem Erfolg. 1992 musste der Abstieg in die 2. Landesliga hingenommen werden. Aber bereits 1995 sicherte sich die Union Vöcklamarkt den Wiederaufstieg in die 1. Landesliga. Dort konnte man sich wieder als fixe Größe etablieren und war zumeist im oberen Tabellendrittel zu finden. Damit konnten sich die Grün-Gelben Fußballer regelmäßig einen Qualifikationsplatz im ÖFB-Cup sichern.
Die Saison 2000/01 bot für die Union Vöcklamarkt (als Fünftplatzierter) eine Möglichkeit aufzusteigen, als der damalige Meister LASK Amateure nicht für den Aufstieg in die Regionalliga Mitte berechtigt war. Nachdem die Union Vöcklamarkt aber (ebenso wie andere Vereine) aus wirtschaftlichen Gründen auf einen Aufstieg verzichtet hatten, wurde der Aufstiegsplatz an den Tabellensiebenten, den SC Schwanenstadt (spielte von 2006 bis zum Lizenzverkauf 2008 in der zweithöchsten Spielklasse), weitergegeben. Diese Haltung des Vereines – nicht aufsteigen zu wollen – wurde schon ein Jahr später revidiert, die Chance dazu ergab sich allerdings nicht, man landete auf dem 2. Platz und wurde Vizemeister hinter der Union Perg.
Dagegen konnte man mehrmals im ÖFB-Cup aufzeigen. Im Herbst 2006 erreichte die Union Vöcklamarkt die 2. Runde und musste sich dort dem Zweitligisten FC Kärnten geschlagen geben. Ein weiterer Höhepunkt war das Cup-Spiel gegen den Regionalligisten FC Blau-Weiß Linz am 9. August 2005. Vor 1.500 Zuschauern ging das Spiel beim Stand von 1:1 in die Verlängerung. Die Linzer konnten durch Tore in der 96. und 111. Minute auf 1:3 stellen, ehe Vöcklamarkt noch die Sensation schaffte und in der 124. Minute der 3:3-Ausgleich gelang. Das Elfmeterschießen entschieden die Vöcklamarkter dann mit 5:4 für sich. In der ersten Hauptrunde kam allerdings nach einer klaren 2:5-Auswärtsniederlage beim SK St. Andrä das Aus.

### Regionalliga Mitte (2010–2015)
Nach Jahren mit mäßigen sportlichen Erfolg und vielen Trainerwechseln wurde in der Sommerpause 2008 Karl Vietz als Trainer engagiert. Mit dem ehemaligen Tormann stellten sich auch die Erfolge wieder ein. So konnte man 2009 erstmals seit Jahren wieder ganz vorne in der Tabelle mitspielen und hinter der Profimannschaft des FC Pasching den Vizemeistertitel feiern. Der große Coup folgte allerdings schon ein Jahr später, als man am 6. Juni 2010 vor 2.200 Zuschauern gegen Vorwärts Steyr mit einem knappen 1:0-Heimsieg in der vorletzten Runde die Meisterschaft und den damit verbundenen Aufstieg in die Regionalliga Mitte fixieren konnte. Im selben Jahr wurde man zusätzlich mit einem Bundesligisten im ÖFB-Cup belohnt, der FC Wacker Innsbruck eliminierte vor über 2.000 Zuschauern Vöcklamarkt mit einem klaren 3:0.
Mit einer nur punktuell verstärkten Mannschaft konnte das erste Regionalliga-Jahr nach einem Fehlstart letztendlich ohne Abstiegsdruck auf Platz 9 beendet werden, ein Jahr darauf wurde sensationell Platz 4 erkämpft, womit man zugleich bestes oberösterreichisches Team in der Liga wurde und damit auch die erfolgreiche Trainerära Vietz/Gilhofer zu Ende ging. Im dritten Jahr dagegen spielte man fast die ganze Saison gegen den Abstieg, auch wenn man nie auf einen solchen Platz stehen sollte. Highlight dieser Saison war ein packender 1:0-Sieg über den späteren Cupsieger FC Pasching, welcher dadurch den Meistertitel verspielte, für Vöcklamarkt wesentlich zum Klassenerhalt beitrug und somit die Teilnahme an einer hochkarätigen Regionalliga-Saison mit namhaften Teams Blau-Weiß Linz, LASK und Vorwärts Steyr sicherte.

### Abstieg in OÖ-Liga und Wiederaufstieg (seit 2015)
In der Saison 2014/2015 musst man sich schlussendlich mit dem vorletzten Tabellenplatz abfinden, der den Abstieg in die OÖ-Liga bedeutete. Der sofortige Wiederaufstieg war natürlich das Ziel für die darauffolgende Saison. Dort verpasste man nur knapp (3 Punkte Rückstand) den Meistertitel, welcher an den SV Grieskirchen ging. In der Saison 2016/2017 sicherte sich Vöcklamarkt unter Trainer Jürgen Schatas souverän – mit 19 Punkten Vorsprung – den Meistertitel und stieg nach zwei Jahren OÖ-Liga wieder in die Regionalliga Mitte auf und qualifizierte sich zudem seither jedes Jahr für den ÖFB-Cup. Vor zahlreichen Zuschauern duellierte man sich unter anderem mit den Bundesligisten FK Austria Wien (2017), SV Ried (2018) und LASK (2019).

## Fanclubs
Schon seit Jahrzehnten ist der große Besucherzuspruch zur Union Vöcklamarkt bemerkenswert. So existiert seit 1986 der Anhänger-Club Vöcklamarkt (ACV) mit 250 Mitgliedern. Der ACV organisiert das Hallenturnier sowie das Pfingstturnier, ermöglicht Sportwetten bei der Kampfmannschaft und ist für den Fanartikelverkauf zuständig. Sämtliche Erlöse gehen in die Nachwuchsförderung der Union. Schon länger aktiv, allerdings erst 2007 offiziell gegründet, ist der Fanclub „Westtribüne“ mit 30 Mitgliedern.

## Stadion
Heimstätte des Vereines ist das „Black Crevice Stadion“, umgangssprachlich auch „Waldstadion“ bezeichnet. Es fasst 2.700 Zuschauer (davon 900 Sitzplätze). Am Standort des heutigen Stadions wurde 1949 ein Fußballplatz errichtet, der den damaligen Anforderungen für einen Meisterschaftsbetrieb gerecht wurde. Mit wachsendem Erfolg wurde das Stadion entsprechend erweitert. So wurde 1977 eine Sitzplatztribüne errichtet und 1986 (nach dem fixierten Aufstieg in die 2. Division) eine Flutlichtanlage sowie eine weitere Tribüne im Westen errichtet. Der Bau eines Vereinsheimes (2007) sowie die Verlegung eines modernen Kunstrasens (2009) waren bislang die letzten Verbesserungen an der Stadioninfrastruktur.

## Erfolge
- OÖ. Landesmeister: 1981, 1986, 2010, 2017
- OÖ. Vizelandesmeister: 1985, 2002, 2009, 2016
- Viertelfinale ÖFB-Cup: 1984
- Zweiter Platz OÖ. Fußballcup: 1982, 2017

## Sponsor
Seit August 1976 ist die Volksbank Hauptsponsor der Fußballsektion der Sportunion, weshalb der volle Vereinsname „Union Volksbank Vöcklamarkt“ (kurz: UVB Vöcklamarkt) lautet. Das traditionelle vierblättrige Kleeblatt auf den Trikots wurde daher zeitweilig durch ein Sponsorlogo ersetzt. Durch die langjährige Zusammenarbeit mit dem Sponsor ist die Bezeichnung „UVB Vöcklamarkt“ immer wieder in den Medien zu finden.